# Thành phố toàn cầu

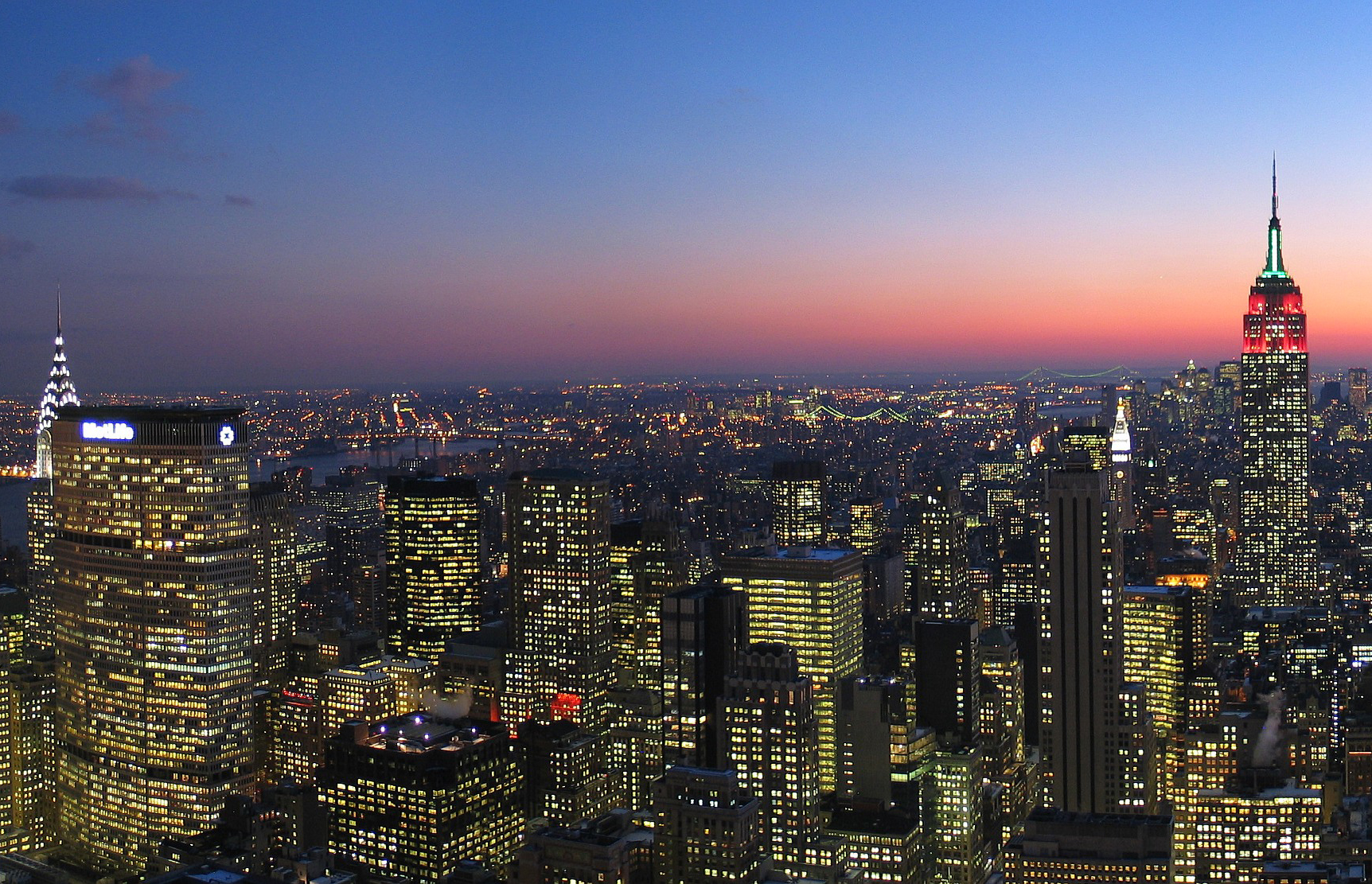
New York

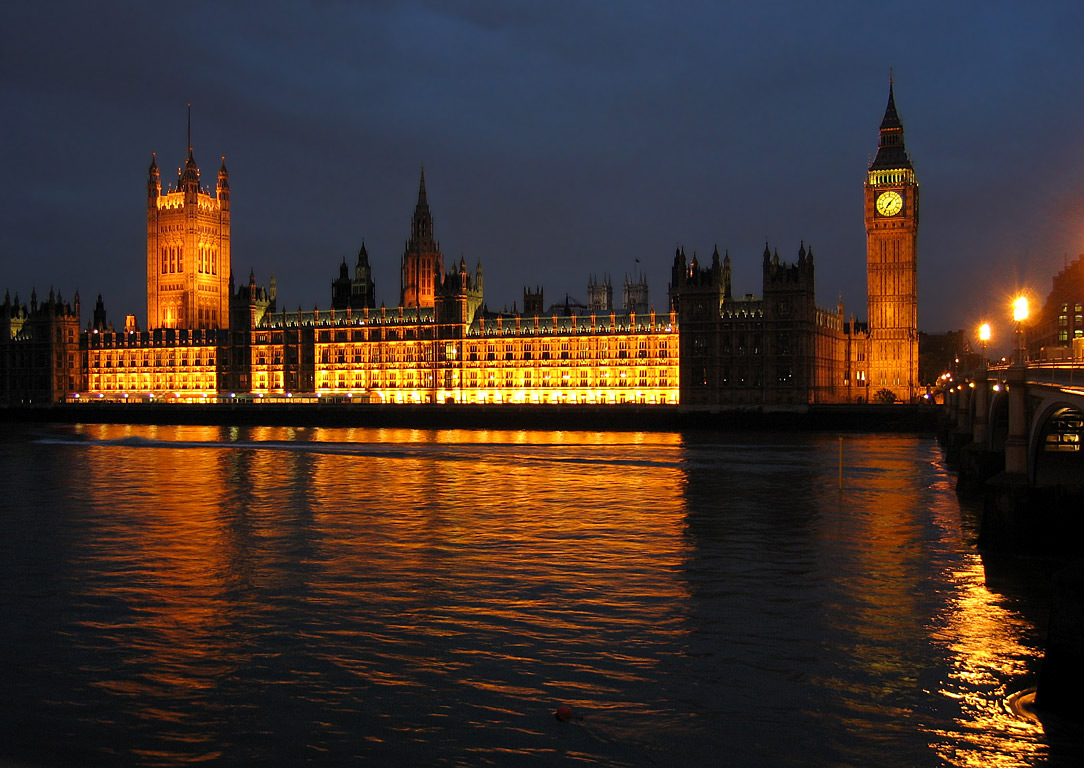
Luân Đôn

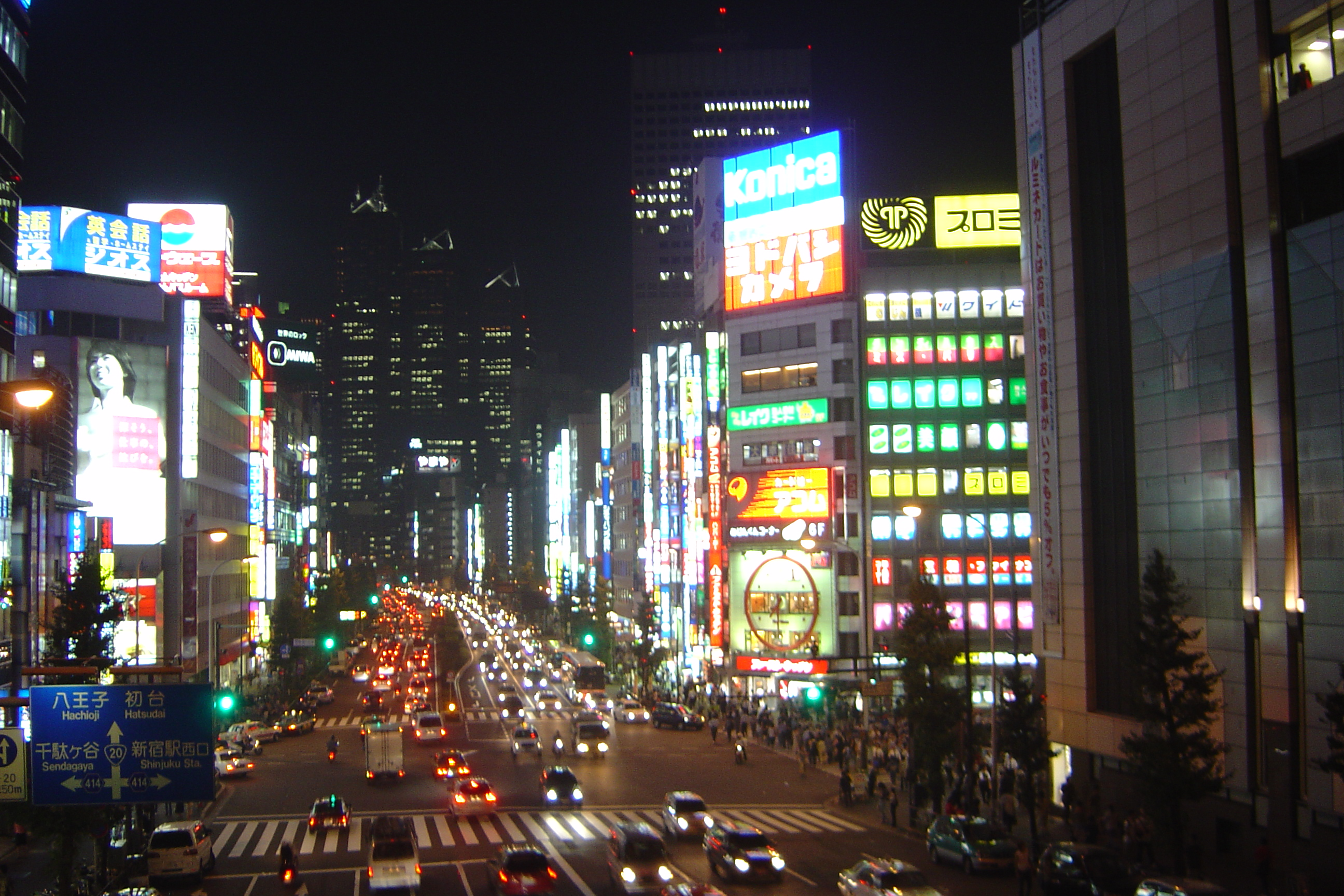
Tokyo

Paris

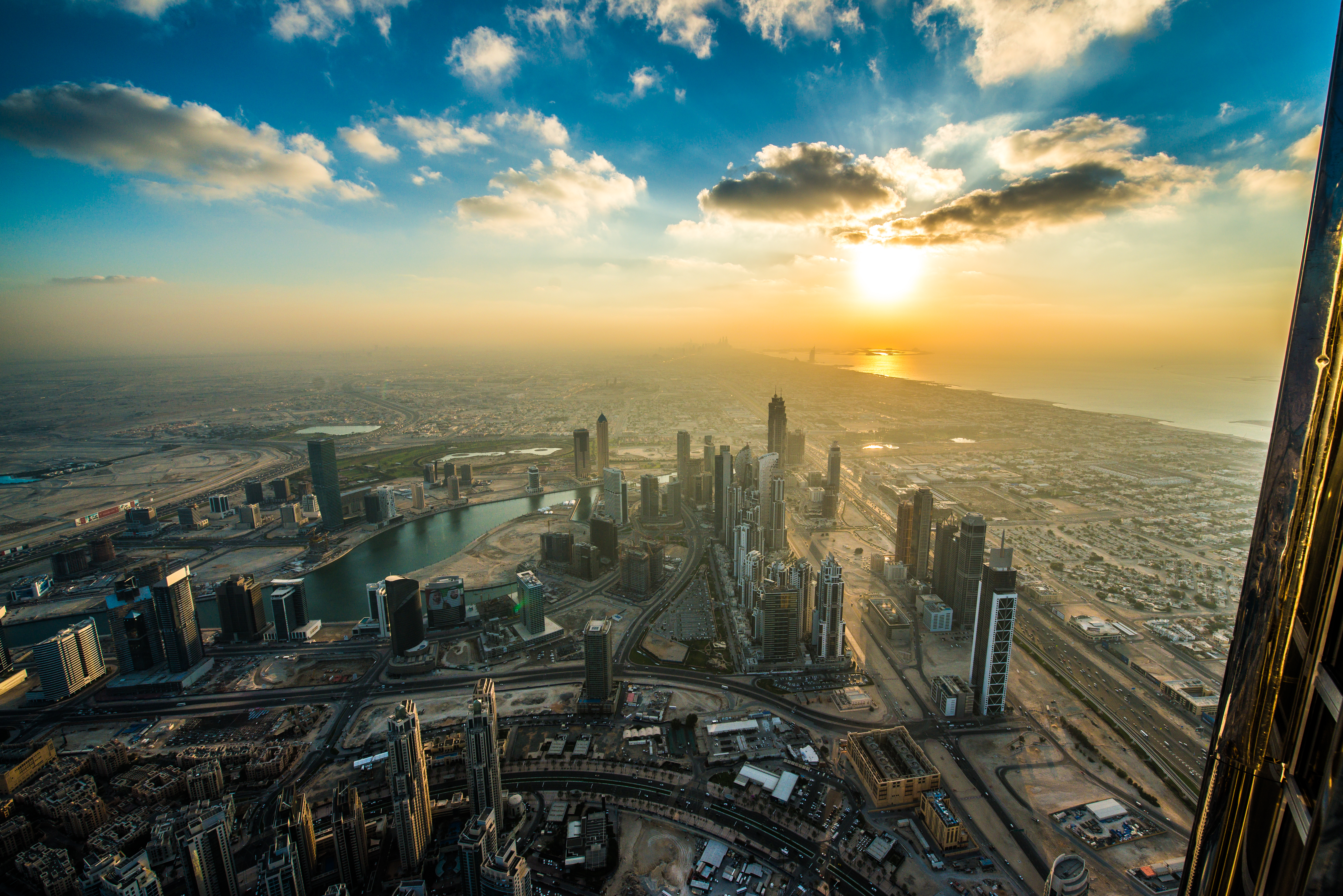
Dubai

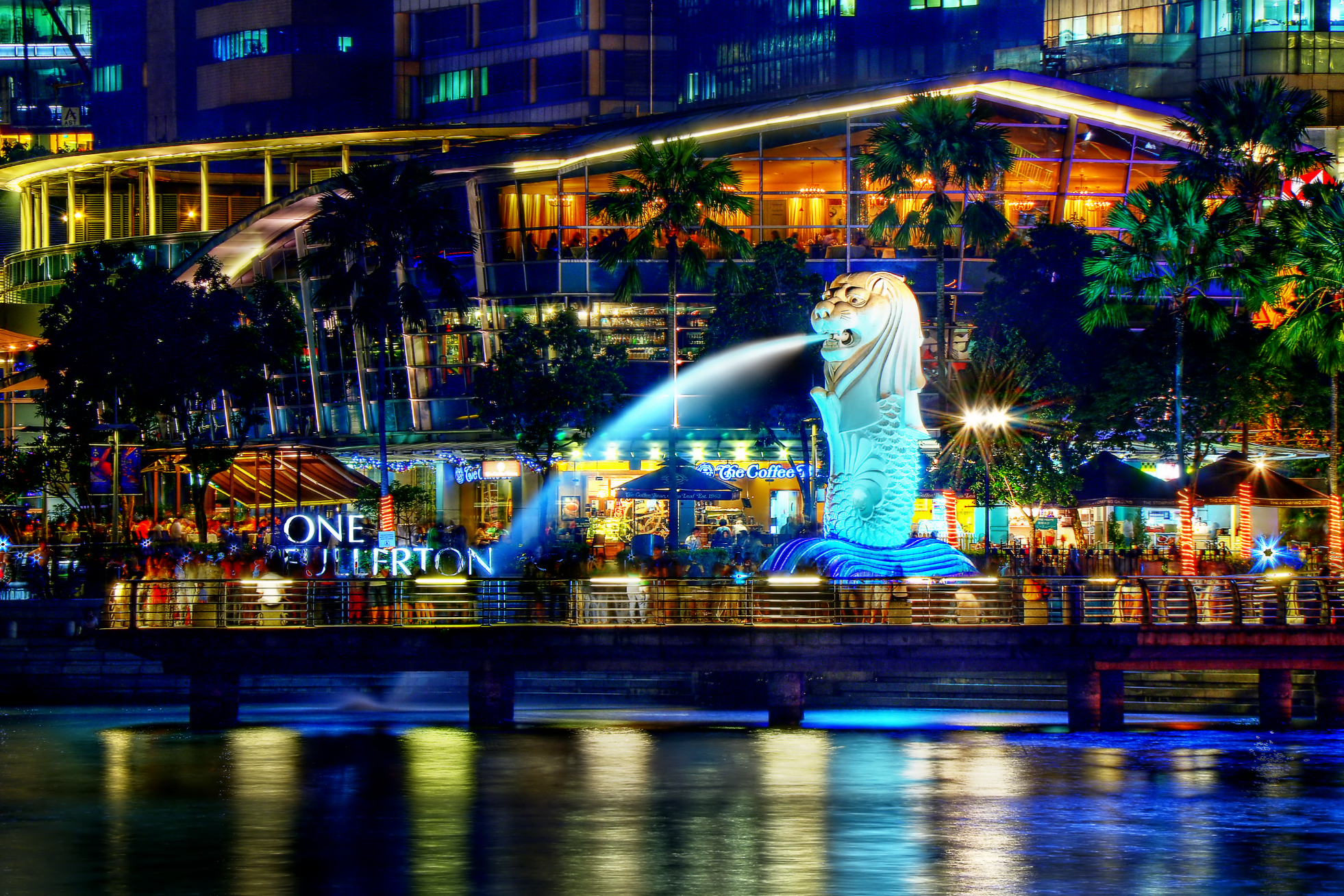
Singapore

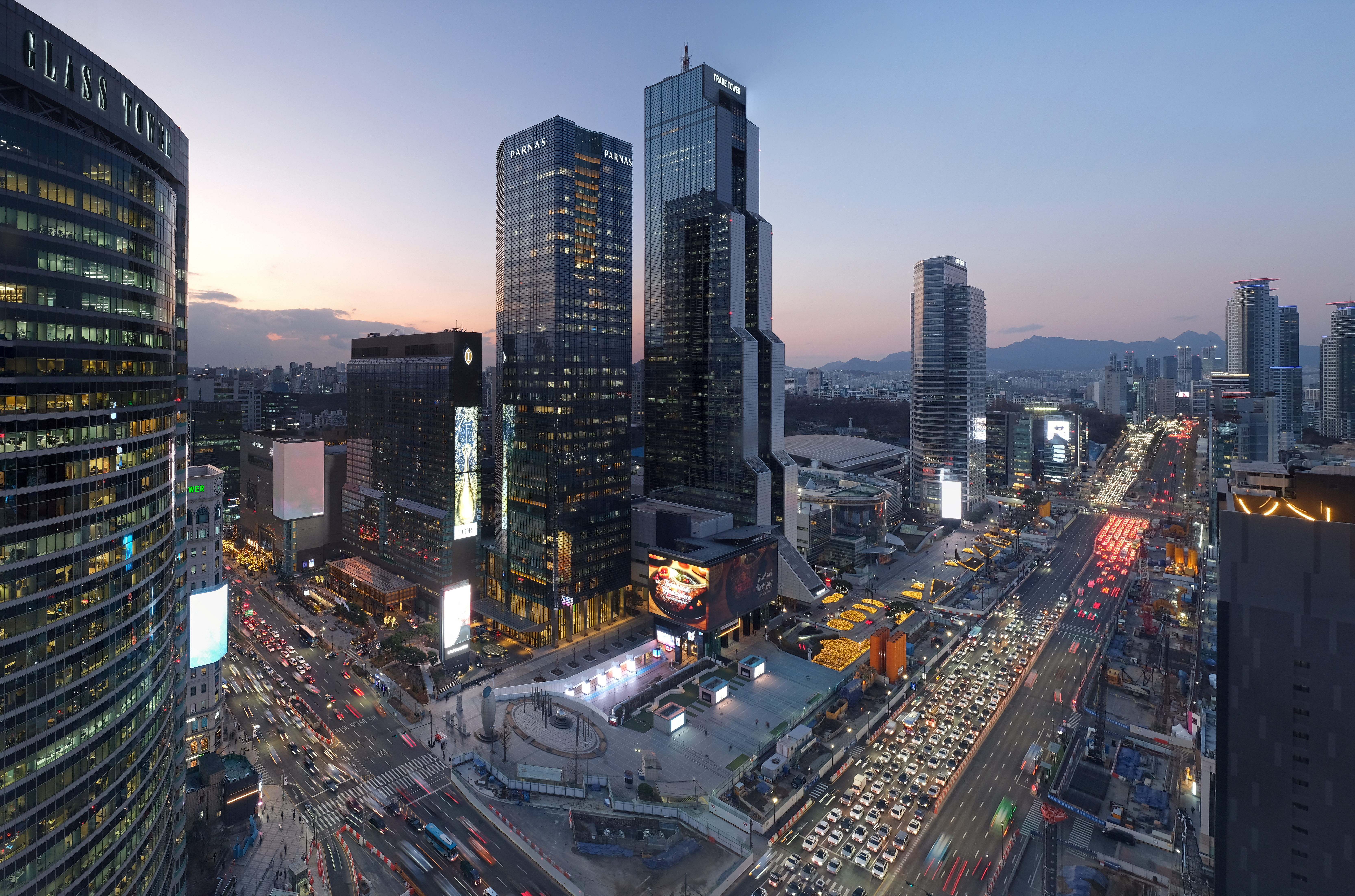
Seoul

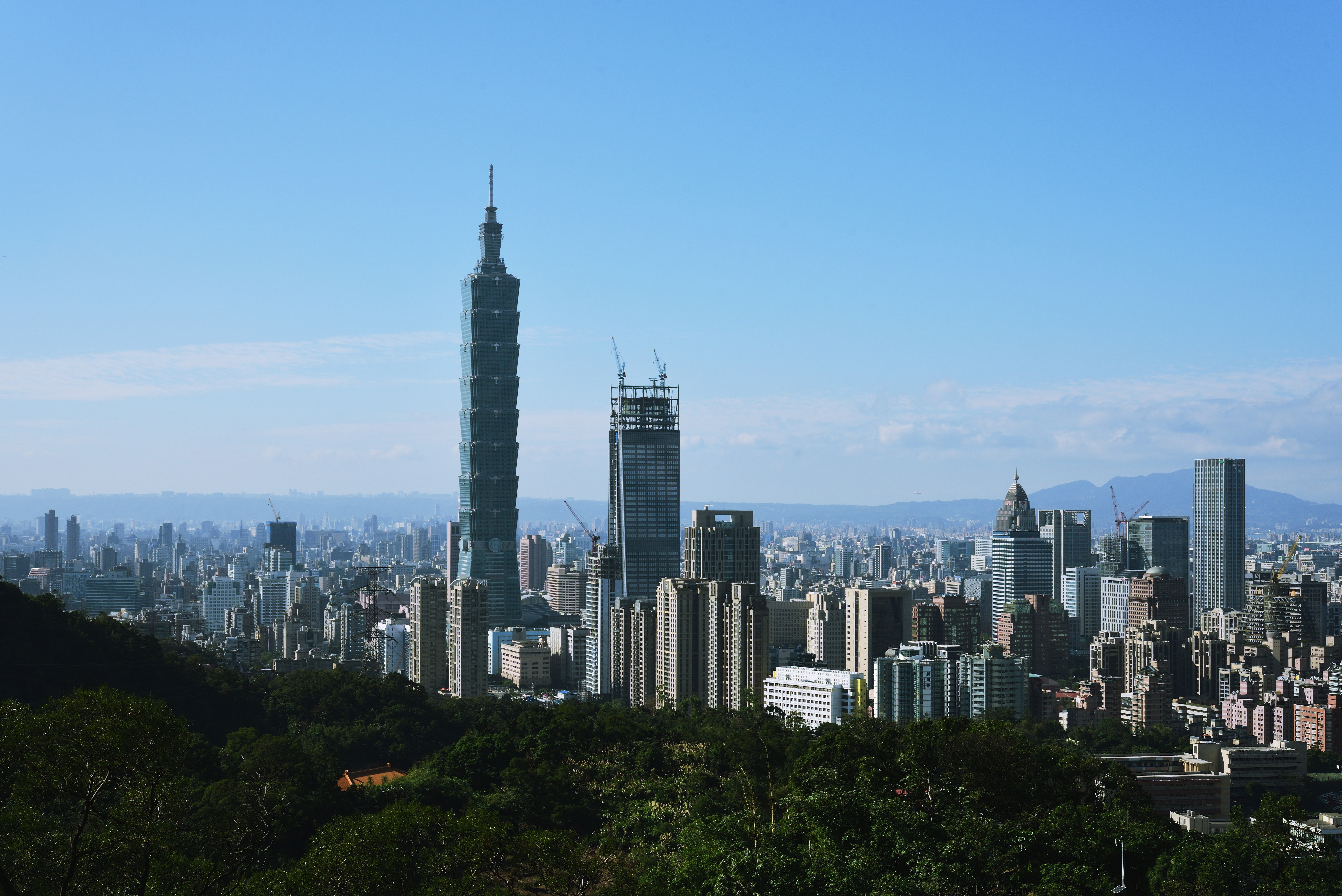
Đài Bắc

Thành phố toàn cầu là một khái niệm của tổ chức Globalization and World Cities Study Group and Network (GaWC), ban đầu có cơ sở tại Đại học Loughborough, đưa ra. Khái niệm này bao hàm sự thừa nhận rằng thành phố đó có ảnh hưởng hữu hình và trực tiếp trên nền kinh tế toàn cầu thông qua các phương tiện kinh tế xã hội, văn hóa, chính trị mà các thành phố bình thường khác không có.

## Danh sách thành phố toàn cầu
Năm 1998, tại Đại học Loughborough, Vương quốc Anh, Jon Beaverstock, Richard G Smith và Peter Taylor đã cùng nhau thực hiện, xác định, phân loại và xếp hạng các thành phố toàn cầu bằng cách sử dụng "Dữ liệu quan hệ" (relational data). Một danh sách các thành phố trên thế giới đã được nêu trong các nghiên cứu 'GaWC Bulletin 5' và xếp hạng các thành phố dựa trên mối liên hệ thông qua bốn "dịch vụ sản xuất tiên tiến" (advanced producer services): Kế toán, quảng cáo, ngân hàng / tài chính và pháp luật. Danh sách này thường biểu thị các thành phố, trong đó có các văn phòng của các tập đoàn đa quốc gia, một số dịch vụ tài chính và tư vấn cung cấp, hơn là biểu thị các trung tâm văn hóa, chính trị và kinh tế.
Năm 2004 xếp hạng thừa nhận một vài chỉ số mới trong khi tiếp tục để xếp hạng 'thành phố kinh tế' nhiều hơn so với các yếu tố chính trị hay văn hóa. Các danh sách năm 2016 tương tự như phiên bản năm 1998 nhưng được sắp xếp theo các hạng mục khác.
Năm 2016 của thành phố toàn cầu Alpha (α), Beta (β) và Gamma (γ) được liệt kê dưới đây:
Loại Alpha được chia ra làm bốn loại Alpha++ (α++) , Alpha+ (α+) , Alpha (α) và Alpha- (α-):
Alpha ++ (α++) thành phố kết nối với kinh tế thế giới hơn bất kỳ thành phố khác:
- Luân Đôn
- New York
- Paris
- Tokyo

Alpha+ (α+) thành phố trên thế giới mà nó kết nối với kinh tế thế giới rất lớn:
- Singapore
- Hồng Kông
- Bắc Kinh
- Dubai
- Thượng Hải

Alpha (α) thành phố kết nối lớn với kinh tế thế giới: 
- Sydney
- São Paulo
- Milano
- Chicago
- México
- Mumbai
- Moskva
- Frankfurt
- Madrid
- Warszawa
- Johannesburg
- Toronto
- Seoul
- Đài Bắc
- Istanbul
- Kuala Lumpur
- Jakarta
- Amsterdam
- Bruxelles
- Los Angeles

Alpha- (α-) thành phố kết nối lớn với kinh tế thế giới:
- Dublin
- Melbourne
- Washington
- New Delhi
- Hồ Chí Minh
- Băng Cốc
- Zürich
- Viên
- Buenos Aires
- Stockholm
- San Francisco
- Quảng Châu
- Manila
- Bogotá
- Miami
- Luxembourg
- Riyadh
- Santiago
- Barcelona
- Tel Aviv
- Lisboa

Loại Beta (β) thành phố có sự kết nối trung bình với kinh tế thế giới và được chia ra làm ba loại: Beta+ (β+) , Beta (β) và Beta- (β-)
 Beta+ (β+): 
- Praha
- Boston
- Copenhagen
- Düsseldorf
- Athens
- München
- Atlanta
- Bucharest
- Helsinki
- Budapest
- Kyiv
- Hamburg
- Bengaluru
- Roma
- Hà Nội
- Oslo
- Dallas
- Cairo
- Houston
- Lima
- Lagos
- Caracas
- Auckland
- Cape Town

Beta (β):
- Doha
- Karachi
- Nicosia
- Genève
- Montevideo
- Berlin
- Montréal
- Abu Dhabi
- Casablanca
- Philadelphia
- Vancouver
- Thâm Quyến
- Sofia
- Perth
- Beirut
- Brisbane
- Bratislava
- Manama

Beta- (β-): 
- Port Louis
- Minneapolis
- Chennai
- Stuttgart
- Santo Domingo
- Rio de Janeiro
- Kuwait
- Thành Đô
- Panama
- Denver
- Lahore
- Jeddah
- Tunis
- Quito
- Beograd
- Seattle
- Manchester
- Guatemala
- Lyon
- San José
- Thiên Tân
- Calgary
- Amman
- San Juan
- San Salvador
- Antwerpen
- Zagreb
- Kolkata
- Tallinn
- St. Louis
- Monterrey
- Hyderabad
- Edinburgh
- San Diego
- Köln
- Rotterdam
- Dhaka
- Islamabad

Loại Gamma  thành phố có sự kết nối nhỏ với nền kinh tế thế giới, và được chia ra làm ba loại: Gamma+ (γ+) , Gamma (γ) và Gamma- (γ-) 
Gamma+ (γ+): 
- Guayaquil
- Cleveland
- Riga
- Đà Nẵng
- Baku
- Adelaide
- Vilnius
- Birmingham
- Glasgow
- Nam Kinh
- Hàng Châu
- Colombo
- Porto
- Thanh Đảo
- Valencia
- Detroit
- Muscat
- Osaka
- Ljubljana
- Kampala
- George Town
- Managua
- Durban
- San Jose
- Sankt-Peterburg

Gamma (γ):
- Phoenix
- Tegucigalpa
- Austin
- Pune
- Guadalajara
- Đại Liên
- Tbilisi
- Dar es Salaam
- Trùng Khánh
- Ankara
- Lusaka
- Ahmedabad
- Cincinnati
- Asunción
- Harare
- Göteborg
- Hạ Môn
- Mosul
- Kansas
- Accra
- Minsk
- Tampa
- Torino
- Luanda
- Abidjan
- Tirana
- Lausanne
- Leeds

Gamma- (γ-): 
- Đài Trung
- Charlotte
- Baltimore
- Raleigh
- Belfast
- Leipzig
- Medellín
- Vũ Hán
- Douala
- Maputo
- Skopje
- Gaborone
- Bristol
- Orlando
- Dakar
- Tô Châu
- Malmö
- Edmonton
- Trường Sa
- Strasbourg
- Bilbao
- Bologna
- Columbus
- Wellington
- Nürnberg
- Yangon
- Tây An
- Kraków
- Marseille
- Dresden
- Thẩm Dương
- Pittsburgh

## Liên kết ngoài

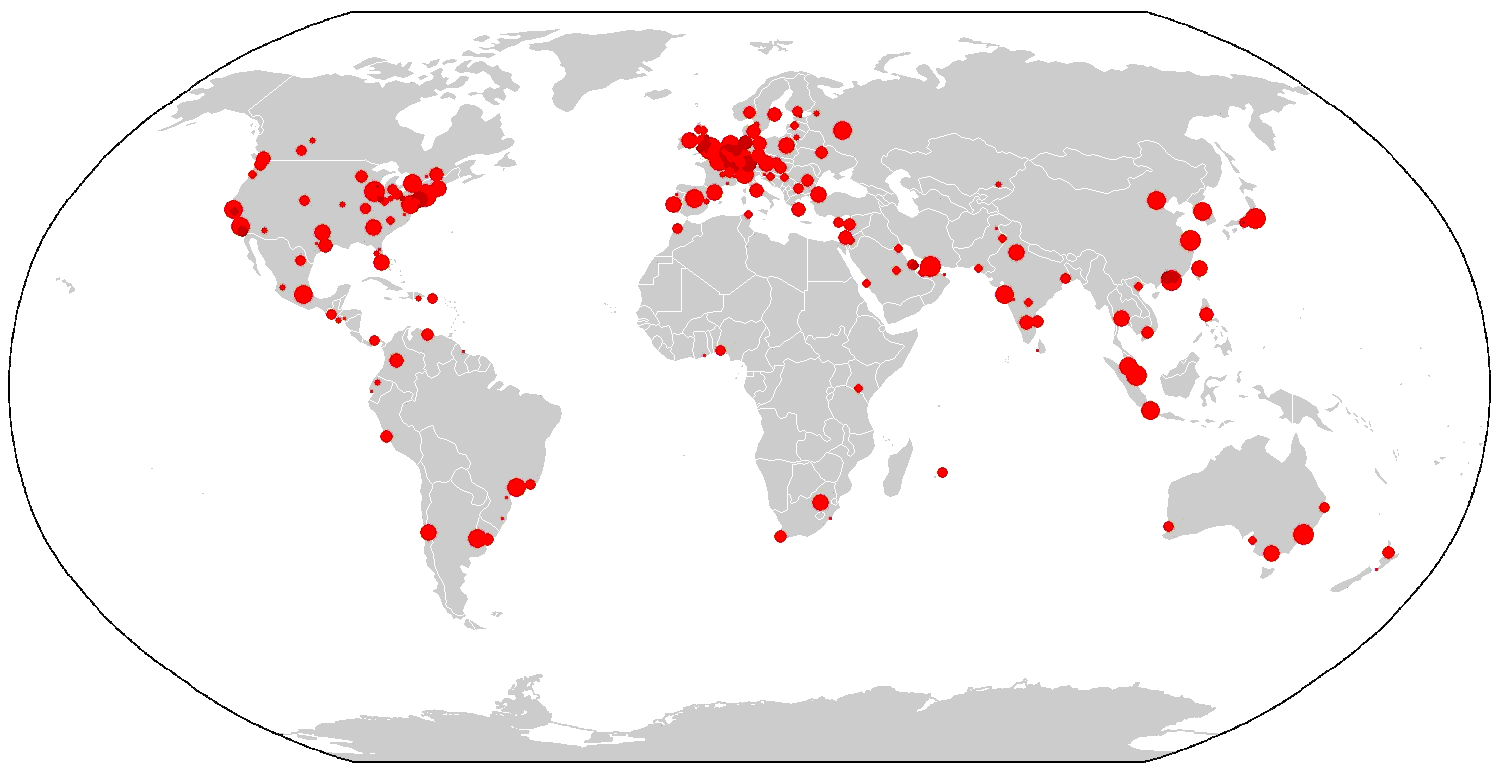
Thành phố toàn cầu Alpha và Beta năm 2010